# Jura-Streifenfarn
Der Jura-Streifenfarn (Asplenium fontanum) ist ein in Mitteleuropa selten vorkommender Vertreter der Streifenfarne (Asplenium) aus der Familie der Streifenfarngewächse (Aspleniaceae).

Jura-Streifenfarn, Herbarexemplar

## Beschreibung
Der Jura-Streifenfarn ist eine ausdauernde Pflanze, dessen Blätter nicht überwintern und der Wuchshöhen von 5 bis 20 Zentimetern erreicht. Das Rhizom ist an der Spitze mit dunkelbraunen, lanzettlichen, borstenförmigen Spreuschuppen besetzt. Die Wedel sind doppelt bis dreifach gefiedert und sind strahlig zu einer Rosette ausgebreitet. Der Umriss der Blattspreite ist lineal-lanzettlich und ist zum Grund wie zur Spitze hin stark verschmälert. Der Blattstiel ist 1 bis 8 Zentimeter lang und 1 Millimeter dick und ein Viertel bis halb so lang wie die Spreite. Der Stiel-Grund ist schwarzbraun, der Rest grün.
Die Fiedern sind sehr kurz gestielt, sie sind hellgrün und es stehen 12 bis 24 auf jeder Seite der Blattspindel. Die Fiedern sind 5 bis 15 Millimeter lang, die unteren sind meist deutlich nach rückwärts gerichtet. Die Fiedern tragen auf jeder Seite 3 bis 8 Fiederchen. Die Fiederchen haben stachelspitzige Lappen. Die ovalen Sori stehen der Mittelader der Fiedern angenähert.
Die Sporen werden im Juli bis September reif.
Die Chromosomenzahl beträgt 2n = 72.

## Verbreitung
Der Jura-Streifenfarn kommt vor in Marokko, Spanien, Frankreich, Deutschland, Belgien, den Niederlanden, in der Schweiz, in Italien, Österreich, Tschechien, in der Slowakei, in Litauen, Lettland und Estland. In Luxemburg und in Ungarn ist sie ausgestorben. In Nordirland kam sie eingeschleppt vor.
Der Jura-Streifenfarn ist in Deutschland selten und regional ausgestorben. Er ist in Deutschland gesetzlich geschützt. Er kommt in Baden-Württemberg (bei Geislingen an der Steige, Schwäbische Alb), Bayern, Hessen, Nordrhein-Westfalen, Rheinland-Pfalz und dem Saarland vor. In Bayern und Hessen ist er ausgestorben. Die Vorkommen in Nordrhein-Westfalen und Rheinland-Pfalz sind ebenfalls erloschen. In Österreich kommt die Art in der Steiermark und in Vorarlberg vor.
In Vorarlberg kommt die Art an halb beschatteten Nagelfluhfelsen am Pfänderhang vor. Sie wurde dort von Franz Sündermann entdeckt und von Erhard Dörr 1998 wieder aufgefunden.
Wegen ihres Verbreitungs-Schwerpunkts in den Juragebieten Frankreichs, der Schweiz und Süddeutschlands heißt die Art Jura-Streifenfarn. Gelegentlich findet sich auch der unrichtige Name Quell-Streifenfarn. Die Art kommt aber nie an Quellen vor. Es liegt hier nur eine falsche Übersetzung der lateinischen Bezeichnung „fontanum“ vor. Die Brüder Johann Bauhin und Caspar Bauhin, auf die der Name zurückgeht, haben aber diese Bezeichnung gewählt, weil sie die Art aus dem Schweizer Jura nur von einem Fundort kannten, der „die Wasserfalle“ heißt.
Außerhalb Europas kommt die Art noch in Marokko vor. Die Vorkommen in Asien (vom Iran und Kasachstan bis Xinjiang und Tibet) gehören allerdings zur Unterart Asplenium fontanum subsp. pseudofontanum (Koss.) Reichst. & Schneller.
Die Art wächst auf schattigen, feuchten Kalkfelsen der collinen bis montanen Höhenstufe. Sie ist in Mitteleuropa pflanzensoziologisch eine lokale Assoziationscharakterart des Asplenio viridis-Cystopteridetum fragilis (im Verband Cystopteridion fragilis) und eine Ordnungscharakterart der Potentilletalia caulescentis. In den Alpen steigt die Art an den Churfirsten am Nordufer des Walensees auf südexponierten Kalkfelsen bis 1500 Meter Meereshöhe auf.
Die ökologischen Zeigerwerte nach Landolt & al. 2010 sind in der Schweiz: Feuchtezahl F = 2+ (frisch), Lichtzahl L = 3 (halbschattig), Reaktionszahl R = 5 (basisch), Temperaturzahl T = 3+ (unter-montan und ober-kollin), Nährstoffzahl N = 3 (mäßig nährstoffarm bis mäßig nährstoffreich), Kontinentalitätszahl K = 1 (ozeanisch).

## Taxonomie und Systematik
Das Basionym Polypodium fontanum L. wurde 1753 von Carl von Linné in Species Plantarum Tomus II, S. 1089 erstveröffentlicht. Johann Jakob Bernhardi stellte die Art 1799 in Journal für die Botanik (H. A. Schrader) 1799, Teil 1, S. 314 als Asplenium fontanum (L.) Bernh. in die Gattung Asplenium. Synonyme für Asplenium fontanum (L.) Bernh. sind Asplenium halleri DC. nom. illeg. und Athyrium halleri Roth nom. illeg.
Es können 2 Unterarten unterschieden werden:
- Asplenium fontanum subsp. fontanum: Sie kommt in Europa und in Marokko vor.
- Asplenium fontanum subsp. pseudofontanum (Koss.) Reichst. & Schneller: Sie kommt in Asien vor.